# گرم‌آب (کرج)
گرماب روستایی از توابع بخش آسارا شهرستان کرج در استان البرز ایران است.

## جمعیت
این روستا در دهستان نسا قرار دارد و براساس سرشماری مرکز آمار ایران در سال ۱۳۸۵، جمعیت آن ۲۱۰ نفر (۶۰خانوار) بوده‌است.

## زبان
مردم روستای گرماب به زبان-لورا سخن می‌گویند.